# 巴拿馬魮脂鯉
巴拿馬魮脂鯉，為輻鰭魚綱脂鯉目脂鯉亞目脂鯉科的其中一個種，為熱帶淡水魚，分布於中南美洲從哥斯大黎加至哥倫比亞大西洋岸的淡水流域，體長可達4.4公分，棲息在海拔20至60公尺的溪流，以昆蟲為食，生活習性不明。

## 扩展阅读
- 維基物種上的相關：巴拿馬魮脂鯉

1. ↑  Armbruster, J.W.; Angulo, A.; Lyons, T.J. . The IUCN Red List of Threatened Species. 2020: e.T49829641A149252567  [19 August 2025]. doi:10.2305/iucn.uk.2020-2.rlts.t49829641a149252567.en .